# Madelon Székely-Lulofs

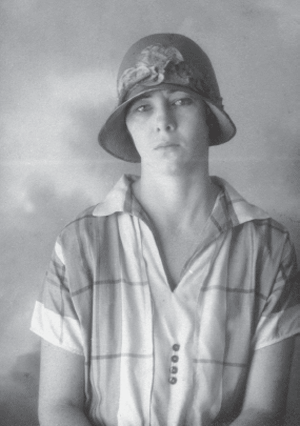
Madelon Székely-Lulofs

Magdalena Hermina (Madelon) Székely-Lulofs (* 24. Juni 1899 in Surabaya; † 22. Mai 1958 in Santpoort) war eine niederländische Schriftstellerin und Journalistin.

## Biografie
Székely-Lulofs wurde als älteste Tochter von Claas Lulofs und Sarah Dijckmeester in Surabaya auf der Insel Java, zu jener Zeit Niederländisch-Indien geboren. Ihr Vater war Steuerbeamter und wurde in regelmäßigen Zeitabständen versetzt. Die Familie folgte ihm in die Provinz Aceh im Norden der Insel Sumatra und später weiter in eine kleinere Garnisonsstadt. Zwischen 1913 und 1915 besuchte Madelon Lulofs in Deventer  die „Höhere Bürgerschule (HBS)“ für Mädchen.
Von 1917 bis 1926 war sie mit dem Pflanzer einer Gummiplantage im früheren Sultanat Deli im Nordosten Sumatras, Hendrik Doffegnies, verheiratet. Mit ihm hatte sie zwei Töchter. Sie begann Erzählungen zu schreiben, die der ungarische Pflanzer László Székely in einer Zeitung in Sumatra erscheinen ließ. 1926 wurde die Ehe von Madelon Lulofs und Doffegnies geschieden und Lulofs heiratete Székely. Mit ihm hatte sie eine Tochter.
Das Ehepaar zog in Sumatra an einen neuen Ort und Székely-Lulofs publizierte Erzählungen in der niederländischen Zeitschrift Groot Nederland. Im Jahr 1931 erschien ihr Debütroman Rubber (Gummi). Trotz einer Lawine von Kritiken wurde Rubber unmittelbar ein Welterfolg. Der Roman wurde in fünfzehn Sprachen übersetzt, darunter ins Englische, Deutsche ('Gummi', Berlin, 1934), Französische, Schwedische, Dänische, Finnische, Tschechische, Ungarische, Malaiische und Spanische. Das Buch wurde auch zur Grundlage eines Drehbuches für einen Film. Dieser und die folgenden Romane von Székely-Lulofs gaben ein desillusionierendes Bild der Pflanzer und der Kulis in Niederländisch-Indien. Rubber wurde aus diesem Grunde in Niederländisch-Indien selbst sehr widerwillig und ablehnend aufgenommen.
Im Jahr 1930 ging die Familie nach Ungarn. Beide übersetzten – in einigen Fällen zusammen – viele ungarische Romane ins Niederländische. Dabei unter anderen Werke von Kassák, Körmendi, Földi, Márai, Földes, Vaszary. Im Jahr 1938 ließ sich die Familie in einer Pension in Santpoort, in der Nähe von IJmuiden nieder. 1941 ging László Székely zurück nach Ungarn. Dafür gab es auf der einen Seite Gesundheitsgründe, jedoch wollte er auch seine Familie nicht durch seine jüdische Herkunft in Gefahr bringen. Székely-Lulofs war als Kurier im niederländischen Widerstand gegen die deutschen Besatzer im Zweiten Weltkrieg aktiv. Ihr Mann überlebte den Krieg, jedoch sah sie ihn nie wieder. Er starb am 8. Juni 1945 durch Herzstillstand.
Székely-Lulofs publizierte weiterhin Artikel in den Zeitungen De Groene Amsterdammer, Elseviers Weekblad und in anderen Zeitschriften. In der Frauenzeitschrift Margriet erschien ein Fortsetzungsroman. Es wurden auch weitere Bücher von ihr publiziert. Am 22. Mai 1958 erkrankte sie plötzlich und starb an einem Herzanfall.
Im Verlag „Atlas“ erschien am 22. Mai 2008 die erste Biographie über Madelon Székely-Lulofs, Tumult, von Frank Okker. 2005 war bereits ein biografischer Roman über sie erschienen mit dem Titel Madelon. Das verborgene Leben der Madelon Székely-Lulofs.

## Romane

### Gummi
Der Roman Rubber, dt. Gummi spielt auf einer Gummiplantage in Ost-Sumatra. Das Buch trägt semi-autobiographische Züge.  Die Pflanzergesellschaft im Sultanat Deli macht eine schwindelerregende Entwicklung durch und in der Zeit vor der Wirtschaftskrise im Jahr 1929 wird unendlich viel Geld verdient und ausgegeben. Mit diesem Roman wollte Székely-Lulofs Einsicht wecken in die Verfremdungen und Brüche, für die Doppelmoral und Oberflächlichkeit, die die Umstände im damaligen Niederländisch-Indien verursachen konnten. Die Objekte ihrer Beschreibung sind die weißen Mitglieder der Kolonialgesellschaft und ihre Gewohnheiten, Beschränktheiten und Rituale. Einheimische kommen nur als Hausangestellte, Bedienstete, Arbeiter oder illegitime Geliebte vor. 1952 erschien Rubber in den Niederlanden in einer stark gekürzten Version. Erst 1992 erschien wieder eine komplette Ausgabe.

### Kuli
Schon „Rubber“ war als Kritik der Umstände in Niederländisch-Indien aufgefasst worden. Der kurz darauf, im Jahr 1932 erschienene Roman „Koelie, dt. Kuli“ ging darüber hinaus. Er schildert das Leben der auf den Gummiplantagen beschäftigten malaiischen Kontraktarbeiter. Die Hauptperson, Ruki, wird von einem Agenten in Kontraktarbeit gelockt. Er ist arm und hat nur das als Eigentum, was er auf dem Leib trägt. Das Leben und die Arbeit auf der Gummiplantage entpuppt sich entgegen seinen Erwartungen als hart, ungerecht, eintönig. Das Wenige, was er von seinen Einkünften übrig hat, verspielt er. Am Ende seiner Kontraktzeit hat er keine andere Wahl, als erneut einen neuen Vertrag zu unterschreiben. Der Roman wurde als Kritik an der niederländischen Kolonialpolitik in Niederländisch-Indien aufgefasst.

### Hungerpatrouille
Im Gegensatz zu den beiden früheren Romanen von Székely-Lulofs, die in den Gummiplantagen von Deli spielen, spielt der Roman „Hungerpatrouille“ (1936) in der Spätzeit des Krieges in Aceh (1873–1914). „Hungerpatrouille“ basiert auf dem Bericht des Unterleutnants Nutters, der 1911 eine unheilvolle Expedition in den erst kürzlich kartierten Urwald von Aceh unternahm. Die Militärkolonne verirrte sich und wurde, nachdem sie beinahe zwei Monaten ohne Nahrung herumgestreift war, von einer Suchpatrouille gefunden. Neunzehn Mannschaftsdienstgrade starben den Hungertod. Der Zug ging in die militärischen Handbücher als abschreckendes Beispiel ein. Zwanzig Jahre später spielte Nutters den ursprünglichen Bericht der Patrouille Székely-Lulofs zu mit dem Wunsch, daraus einen Roman zu machen. Daraus resultierte ein spannender Roman, der bis ins kleinste Detail stimmte. Er wird von vielen als ein Höhepunkt der Literatur über Niederländisch-Indien angesehen. Der Roman wurde als Basis für die im Jahr 1996 in den Niederlanden gesendete Fernsehserie „Im Namen der Königin“ verwendet.

### Doekoen
Der letzte Roman über Niederländisch-Indien von Székely-Lulofs, Doekoen („Die Naturärztin“), erschien erst im Jahr 2001 in Buchform, herausgegeben vom Königlichen Institut für Sprach-, Landes- und Völkerkunde, KITLV. Zentrales Thema dieses Romans ist der Zusammenprall der Kulturen von Ost und West. Ein idealistischer Chirurg findet sich wieder in einer Entgegensetzung zwischen sich und einer Medizinfrau, einer „Doekoen“, die die Bevölkerung gegen ihn aufwiegelt. Dies führt zu einem traumatischen Konflikt aller Beteiligten. Die Beschreibung des Pflanzerehepaares ist stark autobiographisch gefärbt. Székely-Lulofs verarbeitet darin Erinnerungen an ihre erste Ehe.

## Werke
- Rubber. Roman uit Deli (1931), deutsch: Gummi. Ein Roman aus Sumatra. Holle & Co., Berlin 1934; Schwingen-Verlag, Rosenheim 1963
- Koelie (1932) deutsch: Kuli. Goldmann, München 1955
- Emigranten en andere verhalen (1933)
- De andere wereld (1934), deutsch: Die andere Welt, Roman Holle & Co., Berlin 1. Auflage 1936
- Vizioen (verhalen; 1935)
- De hongertocht (1936) deutsch: Hungerpatrouille. Roman aus Niederländisch-Indien Holle & Co., Berlin, 1. Auflage 1937
- Kolonisten, Autorisierte Übersetzung aus dem Holländischen von Willy van Büüren und Carl Otto Windecker, Holle & Co., Berlin ohne Jahr (1937)
- Het laatste bedrijf (1937)
- De kleine strijd (1941)
- Onze bedienden in Indië (1946)
- Tjoet Nja Din. De geschiedenis van een Atjehse vorstin (1948)
- Doekoen (2001)